# 8 Man
8 Man (8マン?), chiamato anche Eightman (エイトマン?, Eitoman), è un manga e anime creato nel 1963 e scritto da Kazumasa Hirai con disegni di Jiro Kuwata. Tale serie è stata considerata la prima che tratta di cyborg, precedendo di pochi mesi, Shōtarō Ishinomori che creò Cyborg 009). Da qui deriva anche tutta la serie di film andati in onda negli anni '80 ispirati al personaggio di RoboCop.
Il manga è stato pubblicato da Weekly Shōnen Magazine ed è stato commercializzato a partire dal 1963 fino al 1966.
La successiva serie animata prodotta da Eiken con l'appoggio di TCJ Animation Center, è stata prodotta da Tokyo Broadcasting System ed è  stata trasmessa dal novembre 1963 al dicembre 1964, per un totale di 56 episodi.
In aggiunta dopo la fine della serie per accontentare i fan vi fu anche un episodio speciale di addio.

## Trama
Yodoka, un ufficiale di polizia, sta andando alla ricerca d'una banda di gangster ma viene colpito a tradimento.
Dopo esser stato assassinato dal criminale, il corpo senza vita del Detective Yokota viene recuperato dal professor Tani (scienziato fuggito dalla dittatura vigente nel suo paese per non contribuire alla realizzazione di scopi malvagi di quel governo) che lo trasporta nel suo laboratorio. Qui riesce a farlo tornare in vita, trasferendone il cervello e la forza vitale all'interno di un robot: diventa così un androide.
Il dottore aveva già provato sette volte in passato a realizzar lo stesso processo creativo, ma fino ad ora non era mai riuscito completamente nel suo intento. Il detective redivivo torna così al mondo col nome di "8 Man": la sua pelle è come una corazza, ha una forza straordinaria ed è abilissimo nella corsa (raggiunge velocità impressionanti).
Il suo solo obiettivo è quello di salvare ogni persona si trovi in pericolo. Mantenendo la sua identità segreta a chiunque (nota soltanto a Tani e al capo della polizia Tanaka, neanche la fidanzata e segretaria Sachiko e l'amico ed assistente Ichiro ne verranno mai a conoscenza), combatterà contro le ingiustizie che gli si presenteranno innanzi. Per riattivar i suoi poteri fuma sigarette energetiche che conserva in un contenitore posto nella sua cintura.
Ora, vi son sette distretti di polizia regolari in città ed 8Man vien subito considerato l'ufficiale responsabile d'un'ottava zona lasciata interamente sotto la sua giurisdizione e controllo.

## Episodi
| Nº | Giapponese 「Kanji」 - Rōmaji - Traduzione letterale                                               | In onda           | In onda |
| Nº | Giapponese 「Kanji」 - Rōmaji - Traduzione letterale                                               | Giapponese        |         |
| 1  | 「エイトマン登場」 - Eitoman tōjō – "Arriva 8 Man"                                                 | 7 novembre 1963   |         |
| 2  | 「殺し屋ゲーレン」 - Koroshiya Gehlen – "Gehlen, il killer professionista"                         | -                 |         |
| 3  | 「サタンの兄弟」 - Satan no kyōdai – "I fratelli di Satana"                                        | -                 |         |
| 4  | 「死刑台B3」 - Shikeidai B3 – "Il patibolo B3"                                                     | -                 |         |
| 5  | 「暗黒カプセル」 - Ankoku capsule – "La capsula oscura"                                            | -                 |         |
| 6  | 「黄金ギャング」 - Ōgon gang – "La gang dell'oro"                                                  | -                 |         |
| 7  | 「消音ジェット機」 - Shōon jetki – "Spegnendo il jet"                                              | -                 |         |
| 8  | 「超小型ミサイル」 - Chōkogata missile – "Il missile microscopico"                                 | -                 |         |
| 9  | 「光線銃レーザー」 - Kōsenjū laser – "Il raggio laser"                                             | -                 |         |
| 10 | 「ロボット007」 - Robot 007 – "Robot 007"                                                          | -                 |         |
| 11 | 「まぼろしの暗殺者」 - Maboroshi no ansatsu mono – "L'assassino illusionista"                      | -                 |         |
| 12 | 「海底のウラン」 - Kaitei no uranium – "Uranio in fondo al mare"                                   | -                 |         |
| 13 | 「人間パンチカード」 - Ningen punch card – "La scheda perforata umana"                             | -                 |         |
| 14 | 「スーパーパイロット」 - Super pilot – "Il super pilota"                                           | -                 |         |
| 15 | 「黒い幽霊」 - Kuroi yūrei – "Lo spettro nero"                                                     | -                 |         |
| 16 | 「怪盗黄金虫」 - Kaitō ōgonchū – "Il misterioso scarabeo dorato"                                   | -                 |         |
| 17 | 「超音波ドクター」 - Chōonpa doctor – "Il dottore delle onde a ultrasuoni"                         | -                 |         |
| 18 | 「台風男爵」 - Taifū danshaku – "Il barone tifone"                                                 | -                 |         |
| 19 | 「ゲーレンの逆襲」 - Gehlen no gyakushū – "Il contrattacco di Gehlen"                              | -                 |         |
| 20 | 「スパイ指令100号」 - Spy shirei hyakugō – "La direttiva di spionaggio n° 100"                     | -                 |         |
| 21 | 「ロボットタイガー」 - Robot tiger – "Il robot tigre"                                              | -                 |         |
| 22 | 「ゼロへの挑戦」 - Zero e no chōsen – "La sfida di Zero"                                           | -                 |         |
| 23 | 「ナポレオン13世」 - Napoleon jūsan yo – "Npoleone tredicesimo"                                    | -                 |         |
| 24 | 「サラマンダー作戦」 - Salamander sakusen – "La strategia di Salamander"                           | -                 |         |
| 25 | 「超人サイバー」 - Chōjin cyber – "Il cyber superuomo"                                             | -                 |         |
| 26 | 「地球ゼロアワー」 - Chikyū zero hour – "L'ora zero della Terra"                                   | -                 |         |
| 27 | 「大怪物イーラ」 - Daikaibutsu Ira – "Ira, il grande mostro"                                       | -                 |         |
| 28 | 「バクテリア作戦」 - Bacteria sakusen – "La strategia dei batteri"                                 | -                 |         |
| 29 | 「人間ミサイル」 - Ningen missile – "L'uomo-missile"                                               | 21 maggio 1964    |         |
| 30 | 「サイボーグ人間C1号」 - Cyborg ningen C1 gō – "Il cyborg C1"                                      | 28 maggio 1964    |         |
| 31 | 「幽霊ハイウェイ」 - Yūrei highway – "Lo spettro dell'autostrada"                                  | 4 giugno 1964     |         |
| 32 | 「太陽衛星サンダー」 - Taiyō eisei Thunder – "Il satellite solare Thunder"                         | 11 giugno 1964    |         |
| 33 | 「人工生命ヴァルカン」 - Jinkōseimei Varukan – "La vita artificiale Varukan"                       | 18 giugno 1964    |         |
| 34 | 「決闘」 - Kettō – "Duello"                                                                        | 25 giugno 1964    |         |
| 35 | 「冷凍光線」 - Reitō kōsen – "Il raggio congelante"                                                | 2 luglio 1964     |         |
| 36 | 「バイラス13号」 - Virus 13 gō – "Il virus n° 13"                                                  | 9 luglio 1964     |         |
| 37 | 「悪夢の7日間」 - Akumu no nana nichikan – "L'incubo del settimo giorno"                           | 16 luglio 1964    |         |
| 38 | 「怪人ゴースト」 - Kaijin ghost – "Il fantasma misterioso"                                         | 23 luglio 1964    |         |
| 39 | 「まぼろしを作る少年」 - Maboroshi o tsukuru shōnen – "L'illusorio ragazzo artificiale"            | 30 luglio 1964    |         |
| 40 | 「透明ロボット・ジュピター」 - Tōmei robot Jupiter – "Jupiter, il robot trasparente"               | 6 agosto 1964     |         |
| 41 | 「エイトマン暗殺指令」 - 8 Man ansatsu shirei – "L'ordine di assassinare 8 Man"                    | 13 agosto 1964    |         |
| 42 | 「女王蜂モンスター」 - Joōbachi monster – "L'ape regina mostro"                                    | 20 agosto 1964    |         |
| 43 | 「魔女エスパー」 - Majo esper – "La strega esper"                                                  | 3 settembre 1964  |         |
| 44 | 「世界電撃プラン」 - Sekai dengeki plan – "Il piano per elettrificare il mondo"                    | 10 settembre 1964 |         |
| 45 | 「死刑囚タランチュラ」 - Shikeishū Tarantula – "Tarantula, il condannato a morte"                  | 17 settembre 1964 |         |
| 46 | 「空飛ぶ魔人」 - Kūhibu majin – "Il demone che vola in cielo"                                      | 1º ottobre 1964   |         |
| 47 | 「バブル・ボール作戦」 - Bubble ball sakusen – "La strategia delle bolle di sapone"                | 8 ottobre 1964    |         |
| 48 | 「火星人SAW」 - Kaseijin SAW – "SAW il marziano"                                                   | 15 ottobre 1964   |         |
| 49 | 「30億人の人質」 - 30 oku nin no hitojichi                                                         | 29 ottobre 1964   |         |
| 50 | 「怪像ジャイアント」 - Kaizō giant – "La misteriosa statua gigante"                                | 5 novembre 1964   |         |
| 51 | 「狙われた地球」 - Nerawareta chikyū – "Assalto alla Terra"                                        | 12 novembre 1964  |         |
| 52 | 「人喰魚ピラニア」 - ninshoku sakana Piranha – "Piranha, l'uomo pesce"                             | 19 novembre 1964  |         |
| 53 | 「ムタールの反乱」 - Mutaru no hanran – "L'insurrezione di Mutaru"                                 | 3 dicembre 1964   |         |
| 54 | 「シャークの掟」 - Shark no okite – "La legge dello squalo"                                        | 10 dicembre 1964  |         |
| 55 | 「超人類ミュータント（前編）」 - Chōjinrui mutant (zenpen) – "Il superuomo mutante (parte prima)"  | 17 dicembre 1964  |         |
| 56 | 「超人類ミュータント（後編）」 - Chōjinrui mutant (kōhen) – "Il superuomo mutante (parte seconda)" | 24 dicembre 1964  |         |

## Videogioco
Nel 1991, è stato creato un videogioco ispirato alla serie per la piattaforma arcade Neo Geo dove si interpreta il protagonista della serie e (se si gioca in due)  il suo amico 9 Man, in un combattimento contro i vari nemici della serie.

## Film
Nel 1992, è stato girato in Giappone un film live action intitolato Eitoman - Subete no Sabishī Yoru no Tame ni, letteralmente 8 Man – Per tutti i solitari della notte. Tale film è stato diretto da Yasuhiro Horiuchi

### Cast
- Sachiko Ayase - Sachiko
- Mickey Curtis - Sniper
- Tadao Nakamaru - Yamafugi
- Osamu Ohtomo - Ken
- Daisuke Shima - Sowaki
- Jo Shishido - Dottor Tani
- Kai Shishido - Azuma
- Etsushi Takahashi - Tanaka
- Toshihide Wakamatsu - Yokoda/8 Man